# All Mine (canção de f(x))
All Mine é uma canção interpretada pelo grupo sul-coreano f(x). A canção foi lançada em 22 de julho de 2016 pela S.M. Entertainment, através do projeto SM Station.

## Antecedentes e lançamento
Em 20 de julho 2016, anunciou-se que f(x) seria o próximo artista a lançar um single para o projeto SM Station, com o título "All Mine", em 22 de julho. O single foi lançado digitalmente na meia-noite de 22 de julho de 2016, pela S.M. Entertainment, acompanhada por um vídeo musical.

## Lista de faixas
| N.º | Título             | Letras                     | Música                                                    | Duração |  |
| 1.  | "All Mine"         | Lee Seu-ran, Kim Min-jeong | Greg Bonnick, Hayden Chapman, Andre Merritt, Breana Marin | 3:24    |  |
| 2.  | "All Mine (Inst.)" |                            | Greg Bonnick, Hayden Chapman, Andre Merritt, Breana Marin | 3:24    |  |

## Desempenho nas paradas
| Gráfico (2016)                     | Melhores posições |
| ---------------------------------- | ----------------- |
| Coreia do Sul (Gaon Digital Chart) | 12                |
| US (World Digital Songs)           | 2                 |